# Gare de Wiesme
La gare de Wiesme est une ancienne gare ferroviaire belge de la ligne 166 de Dinant à Bertrix, située à Wiesme, section de la commune de Beauraing, dans la province de Luxembourg, en Région wallonne.
Mise en service en 1895, elle ferme en 1984.

## Situation ferroviaire
Établie à 155 m d’altitude, la gare de Wiesme était située au point kilométrique (PK) 18,9 de la ligne 166, de Y Neffe (Dinant) à Bertrix entre les gares de Houyet et de Beauraing.

## Histoire
L’Administration des chemins de fer de l’État belge livre à l’exploitation la section de Houyet à Beauraing du chemin de fer d’Athus à la Meuse (actuelles lignes 165 et 166) le 22 octobre 1895. Cette section est alors isolée des portions de ligne déjà construites venant d'Athus et de Tamines. L'accès est seulement possible pour les trains venant de Jemelle, par la ligne de Jemelle à Houyet.
Après une série de prolongements, la ligne est parcourable sur toute sa longueur à la fin de 1899.
Comme les autres gares de la ligne construites après 1895, elle est pourvue d'un bâtiment des recettes de plan type 1881. Celui de Wiesme se singularise par la présence d'une aile plus longue (quatre travées) en raison de l'absence de bâtiment séparé pour les colis et petites marchandises.
La SNCB supprime l'arrêt des trains de voyageurs à Wiesme le 3 juin 1984. Le bâtiment de la gare est réaménagé en logements.